# Páros mellékhatás
A Páros mellékhatás (eredeti címe: Couples Retreat) 2009-es amerikai romantikus filmvígjáték, amelyet Peter Billingsley rendezett. Ez Billingsley első filmrendezése. A film írói Jon Favreau, Vince Vaughn és Dana Fox. A főszerepben Vaughn, Favreau, Jason Bateman, Faizon Love, Kristin Davis, Malin Åkerman, Kristen Bell és Jean Reno látható. Amerikában 2009. október 9.-én mutatták be. A filmet Bora Bora szigetén forgatták.

## Szereplők
- Vince Vaughn és Malin Åkerman: Dave és Ronnie
- Jon Favreau és Kristin Davis: Joey és Lucy Tanzini
- Jason Bateman és Kristen Bell: Jason és Cynthia Smith
- Faizon Love és Kali Hawk: Shane és Trudy
- Jean Reno: Marcel
- Peter Serafinowicz: Sctanley ("Stanley")
- Tasha Smith: Jennifer
- Jonna Walsh: Lacey Tanzini
- Ken Jeong: Wardo
- Amy Hill: Jean
- John Michael Higgins: Robert John
- Carlos Ponce: Salvadore
- Temuera Morrison: Briggs
- Karen David: nő a fürdőben

Vernon Vaughn, Vince Vaughn valódi apja alakítja Vince filmes apját.

## Fogadtatás
A pénztáraknál 171 millió dollárt hozott világszerte.
A film összességében negatív kritikákat kapott. A Rotten Tomatoes oldalán 10%-ot ért el 164 kritika alapján, és 3.80 pontot szerzett a tízből. A Metacritic honlapján 23 pontot szerzett a százból, 27 kritika alapján. A CinemaScore oldalán átlagos minősítést kapott.
Roger Ebert két csillagot adott a filmre a négyből. A sablonos történetet és a karakterek kidolgozatlanságát ugyan kritizálta, de Vaughn párbeszédét a film pozitív aspektusai közé sorolta. James Berardinelli szerint "annak ellenére, hogy középszerű és nagyrészt felejthető, a Páros mellékhatás nem kellemetlen, de érdemesebb otthon megnézni, mint a moziban." Dennis Harvey, a Variety kritikusa szerint ugyan van a filmben egy-két jó ötlet, és a szereplőgárda is kiváló, de a megvalósítást kritizálta.